# Bob Clark (atleta)
Robert Hyatt Clark, detto Bob (28 gennaio 1913 – 13 maggio 1976), è stato un multiplista statunitense.

## Palmarès

### Olimpiadi
- Argento a Berlino 1936 nel decathlon.